# Jenny Wasiuk
Sonia Beatriz «Jenny» Wasiuk Poliszuczuk (pronunciado /Váshuk Polishuchuk/ en fonética española; Campo Grande,  31 de marzo de 1965) es una escritora y poeta argentina de ascendencia polaca que ha editado varios libros.

## Biografía
Wasiuk nació en Campo Grande,  conocida como Capital Provincial del Docente. Es hija de Yolanda Romano, de inmigrantes italianos y maestra rural, y de Benjamín Wasiuk Poliszuczuk, inmigrante polaco. Heredó de su madre el amor a la literatura, quien también era poeta.
Jenny escribe poemas y prosa literaria. También ha encontrado en la fotografía otra manera de expresión.
Es cofundadora e integrante del Grupo Literario Misioletras, creado en marzo de 2003, con asiento en Posadas,  donde trabajó activamente durante 7 años, llevando a cabo eventos de difusión de la cultura misionera.
Fue secretaria de la comisión directiva de la Sociedad Argentina de Escritores filial Misiones (SADEM), presidida por Aníbal Silvero, en los períodos 2009-2011 y 2011-2013 y prosecretaria en el período 2013-2015.

## Libros editados

### Ofrenda de Palabras: Poesía
- Jenny Wasiuk (2003). Ofrenda de Palabras: Poesía. (Hecho el depósito Ley N.º 11723).

Este libro fue presentado en la Feria Internacional del Libro de Buenos Aires en el 2004.

### Travesía hacia tu piel: Poesía
- Jenny Wasiuk (2004). Travesía hacia tu piel: Poesía. (Hecho el depósito Ley Nº 11723).

El amor, al igual que un viaje, tiene varias etapas. En esta travesía podemos encontrarlas e identificarnos en cada una de ellas, según las circunstancias: Sala de Espera, Partida, Travesía y Final.

### Pyporepó (las huellas de mis manos)
- Jenny Wasiuk (2009). «Pyporepó (las huellas de mis manos)». Th Barrios Rocha Ediciones -78 páginas. ISBN 978-987-24990-4-4.

En el libro, Theodosio Barrios afirma:

Desde Posadas, el gran portal de la provincia, ciudad de luces enceguecedoras, viene esta poetisa con su energía puesta al servicio del compromiso y la denuncia. Jenny Wasiuk mucho ha escrito al amor y esta vez fue directo al grano cargando de crudeza sus palabras. Actitudes reprochables del sistema con que convive en la gran ciudad, no omite la angustia y abandono con la que dispone en el resto de la tierra colorada. Con generosa lucidez despliega su poesía visceral y delicada e instaurando como bandera de lucha las huellas de sus manos.

### Cardinales
- Jenny Wasiuk (2010). «Cardinales». Th Barrios Rocha Ediciones. ISBN 978-987-24990-7-5.

Th Barrios Rocha Ediciones, 2010 - 148 páginas. Este libro se realizó en coautoría entre las poetas Vanesa Vargas Velázquez, Beatriz Bordón, Dana Salas y Jenny Wasiuk.

Cuatro temas, cuatro mujeres, miradas perpendiculares y particulares, divergentes y transparentes. Cuatro vientos que soplan, a veces arrebatan una idea, un pensamiento, un sentimiento. Te encontrarás en algún punto cardinal… donde buscamos encontrarte también a ti.

Este libro fue presentado por las autoras en la Feria Internacional del Libro de Buenos Aires en el 2011 y fue ternado en los premios Arandú 2010-2011, como reconocimiento a la producción artística que contribuye al progreso de la actividad cultural de la ciudad de Posadas.

## Premios y distinciones
- 2002: Primer Premio con el poema «El Hachero» en el II Certamen de Cuentos y Poemas del Mercosur, organizado por el Centro de Estudios del Mercosur Cultural y Educativo y Biblioteca Popular.
- 2004: Primer Premio con el cuento «Último vuelo hacia la libertad» en la V Edición del Concurso Literario Nacional La Salud de la Mujer bajo el lema «El hijo que no fue», organizado por la Sociedad de Ginecología y Obstetricia de Argentina.
- 2005: Vencejo de Plata 2005, distinción otorgada a modo de incentivo por logros y distinciones por el Taller La Araucaria en el marco del V Encuentro Literario Internacional Cataratas del Iguazú.
- 2010: Presentación de Pyporepó en la Feria del Libro Chaqueño.
- 2011: Presentación de Cardinales en la 37° Feria Internacional del Libro de Buenos Aires.